# Френк Мерфі
Вільям Френсіс Мьорфі (англ. William Francis Murphy), більше відомий як Френк Мьорфі (англ. Frank Murphy), (13 квітня 1890, Габор-Біч, Мічиган — 19 липня 1949, Детройт, Мічиган) — американський політик, юрист і правознавець з Мічигану. Він був членом Демократичної партії США, який був призначений до Верховного суду США у 1940 році після політичної кар'єри, під час якої обіймав посади Генерального прокурора США, 35-го губернатора Мічигану та мера Детройта. Він також був останнім генерал-губернатором Філіппін і першим Верховним Комісаром Філіппін.

## Життєпис
Френк Мьорфі народився 13 квітня 1890 року в Сенд-Біч (пізніше — Гарбор-Біч), Мічиган. Він був третім з чотирьох дітей в родині Джона Ф. Мьорфі, сільського юриста, активного члена Демократичної партії США, та Мері Бреннан Мьорфі. Френк відвідував державну школу в рідному місті, а потім вступив до Університету Мічигану, де отримав ступінь бакалавра права в 1914 році. Потім Мьорфі приєднався до детройтської юридичної фірми «Монаган та Монаган» та викладав право у вечірній школі.
Коли США оголосили війну Німеччині в квітні 1917 року, Мьорфі записався на офіцерські курси і проходив навчання у Форт-Шерідані, Іллінойс. У Форт-Шерідані він також деякий час служив армійським юристом. Він отримав звання лейтенанта в піхоті, а потім його відправили до Кембриджу, Массачусетс, де він проходив спеціалізоване навчання під керівництвом французьких офіцерів. Пізніше Мьорфі відправили до Франції, де він спочатку займався небойовими завданнями: координував логістику. Пізніше його призначили до бойового підрозділу, він прибув на фронт за декілька годин до оголошення комп'єнського перемир'я. Згодом разом із своїм підрозділом Мьорфі опиняється в Німеччині.
Перед тим як повернутись додому, він вступив на юридичні курси до  Лінкольнз інн, одного з юридичних закладів Лондона, та до Триніті-коледжу в Дубліні. Через три дні після звільнення з армії, в 1919 році Мьорфі дав присягу першого помічника прокурора США в східному окрузі Мічигану. На цій посаді Мьорфі виграв у суді всі справи, якими займався, окрім одної. Зокрема, Мьорфі займався справою про шахрайство на 30 мільйонів доларів, в якій обвинувачував політично впливових бізнесменів. Він добився їхнього засудження, за що отримав похвалу від тодішнього Генерального прокурора А. Мітчелла Палмера.Незабаром обсяг роботи для Мьорфі значно збільшився через прийняття Вісімнадцятої поправки до Конституції США, якою запроваджувався «Сухий закон». В перші роки «Сухого закону» 195 з 585 кримінальних справ, якими займався офіс Генерального прокурора в Детройті, стосувались порушення «Сухого закону». Так само, із 162 цивільних справ, порушених офісом Генерального прокурора в Детройті, 60 — стосувались порушення «Сухого закону».
Перебуваючи на посаді помічника прокурора, Мьорфі також виконував обов'язки, пов'язані із так званими рейдами Палмера — силовими акціями, спрямованими проти соціалістів та інших угруповань лівого напрямку, які часто були іноземцями. З приводу цього він писав своїм батькам, що, хоча він і співчував загнаним людям з нижчих верств населення, в нього не було співчуття до іноземця, «який прибуває в цю країну та займається змовою, щоб повалити уряд».
В 1920 році він втратив посаду, оскільки до влади в Мічигані прийшли республіканці. В тому ж році він спробував обратись до Конгресу від Демократичної партії, однак, зазнав поразки.
Починаючи з 1919 року, Мьорфі весь час перебуває на державній службі, за винятком короткого періоду в 1921 та 1923 роках, коли він займався приватною практикою, яку він заснував у партнерстві з Едвардом Г. Кемпом. Крім того, в 1922 році він починає викладати вечірні курси в Детройтському коледжі права, єзуїтському закладі, який потім буде пов'язаний із Детройтським університетом Мерсі. В цей час в нього встановлюються важливі зв'язки із ветеранськими та релігійними групами.
В 1923 році Мьорфі обирається  суддею в суді рікордера, що являв собою об'єднаний суд Детройта для розгляду кримінальних справ, з 1924 по 1930 рік. Найважливішою справою, яку Мьорфі розглядав, перебуваючи на посаді судді в суді рікордера, була справа про вбивство, в якому обвинувачувався доктор Оссіан Світ та десять інших афроамериканців. Світи придбали будинок на Гарленд-стріт в Детройті, де жили білі американці. Наступного для після того, як Світи оселились в будинку, біля нього на вулиці зібрався натовп та закидав камінням будинок Світів, а також автомобіль, що проїжджав повз вулицю, та в якому знаходились афроамериканці. Світ взяв пістолет і пішов до своєї кімнати. Тим часом відбулася стрільба, було застрелено двоє чоловіків. У вбивстві обвинуватили Оссіана Світа та 10 інших афроамериканців. Мьорфі головував на судовому розслідуванні справи. Судовий процес над одинадцятьма обвинуваченими завершився тим, що присяжні не змогли дійти одностайного рішення. Процес привернув загальнонаціональну увагу та в пресі лунали позитивні відгуки про те, як Мьорфі вів справу. Девід Лілієнталь, який тоді писав для Nation, називав Мьорфі «незвичайним молодим суддею», а сам процес охарактеризував як, мабуть, найсправедливіший серед тих, що проводився над афроамериканцями в США. Мьорфі задовільнив клопотання адвоката обвинувачених і призначив окремі судові розслідування для одинадцяти обвинувачених. Першою розглядалась справа Генрі Світа, брата Оссіана Світа, єдиного обвинуваченого, який визнав, що стріляв. Присяжні винесли вердикт, що Генрі Світ невинен у вбивстві. Згодом прокурор Роберт М. Томс подав клопотання про припинення судового розгляду справ щодо інших обвинувачених.
В 1930 році Мьорфі обирається мером Детройта, нанісши поразку діючому меру.
Те, як Мьорфі вів справу Світів, його обрання і подальше переобрання мером Детройта, його діяльність на посаді мера Детройта привертали загальну увагу на державному рівні, і, врешті, на нього звернув увагу Рузвельт, який тоді був кандидатом на пост Президента США від  Демократичної партії США. Команда Рузвельта побачила в Мьорфі найкращого кандидата для організації виборчої кампанії в Мічигані. Так Мьорфі став делегатом від Мічигану на з’їзді Демократичної партії США, на якому Рузвельта було висунуто в кандидати на пост президента. Мьорфі також агітував за Рузвельта під час виборчої кампанії.
У визнання його підтримки під час президентської кампанії 1932 року, в 1933 році Рузвельт призначає Мьорфі генерал-губернатором Філіппін. Коли Філіппіни в 1935 році отримали статус співдружності, Рузвельт призначив Мьорфі першим Верховним Комісаром на Філіппінах. Мьорфі допомагав впроваджувати політику Нового курсу на Філіппінах та був палким прибічником незалежності Філіппін.
В 1936 році, вважаючи, що йому потрібна підтримка Мьорфі, Рузвельт повертає його до США, де Мьорфі обирається губернатором Мічигану. В 1938 році під час перевиборів, Мьорфі програє вибори республіканцю Френку Фіцджеральду. В 1939 році Рузвельт призначає Мьорфі Генеральним прокурором США. Після смерті судді Верховного суду США, Пірса Батлера, Рузвельт призначає на його місце Мьорфі. 16 січня 1940 року Сенат одностайно затвердив кандидатуру Мьорфі на посаду судді Верховного суду США.
Після нападу на Перл-Гарбор Мьорфі хотів звільнитись з посади судді, щоб командувати військами на місці, однак, це було неможливо з огляду на його вік. Тоді він в статусі лейтенанта в запасі брав участь у військових навчаннях, під час перерви роботи Верховного суду в 1942 році. Він благав Рузвельта призначити його на якусь посаду, на якій він зможе перебувати на Філіппінах або поблизу Філіппін. Однак, за місць цього його призначили головою комітету з надання допомоги жертвам війни на Філіппінах, а також головою Національного комітету проти нацистського переслідування та знищення євреїв.  
В 1942 році в Мьорфі були проблеми із серцем. Під час останніх трьох років на посаді судді Верховного суду його періодично госпіталізували. Він помер у Детройті від коронарного тромбозу 19 липня 1949 року у віці 59-и років.  

## Діяльність на посаді мера Детройта
Мьорфі стає мером Детройта в той час, коли місто знаходиться в стані кризи в умовах Великої депресії. Ставши мером, Мьорфі запропонував програму, що складалась з трьох пунктів: відновлення функціонування трамваїв, надання впевненості 41 000 робітників у місті, та виплата допомоги безробітним. Він створив Комітет мера проти безробіття, що являв собою позапартійну групу промислових, трудових та громадянських лідерів, яка займалась виробленням плану для відновлення зайнятості та доповненням роботи державних структур із соціального захисту. Промисловці вийшли з Комітету після того, як він рекомендував звернутись по федеральну допомогу для безробітних: вони розглядали це як «московську ідею». Серед реальних дій Комітету були: загальноміський перепис безробітних, забезпечення дітей безробітних гарячими шкільними обідами, забезпечення сімей, які не користуються пільгами, продуктовими кошиками, створення безкоштовного центру зайнятості, який опрацював 200 000 звернень і забезпечив 54 906 робочих місць, як тимчасових, так і постійних.  
Мьорфі переконав автомобільні компанії General Motors і Studebaker зробити свій внесок на користь міста та віддати приміщення двох непрацюючих заводів для розміщення сотень безробітних несімейних чоловіків, які залишились на вулицях Детройта. Згодом в цих притулках мешканців почали забезпечувати дворазовим харчуванням. Незважаючи на численні сперечання, ці притулки, так звані ложі Фішера та Студебекера, діяли протягом двох років Великої депресії.   
Іншим заходом, яким Мьорфі запам’ятався на посаді мера Детройта, було впровадження так званого Проекту Економних Садів (англ. Thrift Garden Project). Цей проект спонсорував створення овочевих городів для сімей, які користувались пільгами, а також сімей, що знаходились на межі злиденності. Домогосподарства подавали заявку на участь у програмі та могли або тримати домашній город у дворах або прилеглих вільних ділянках, або отримати зорану ділянку розміром 40 x 100 футів на території одного з польових садів, подарованих місту. Городники отримували добрива, саджанці та насіння овочів, для особливо неродючих земель постачався гній. Інструменти можна було позичати в польових конторах. Мічиганський державний коледж забезпечував городників інформаційними бюлетенями. Продавати вирощену на таких городах продукцію заборонялось.  
У Мьорфі нелегко складались відносини із Комуністичною партією в Мічигані. Хоча Філ Реймонд, голова Комуністичної партії в Мічигані, посів незначне п'яте місце на виборах мера, він мав реальний вплив серед рад безробітних у Детройті. В Детройті було відомо, що ради безробітних планували пройти протестним парадом через все місто і до заводу Форда в Дірборні, а також було відомо, що керуватимуть парадом представники Комуністичної партії. Пізніше ця подія стала відомою як «Фордівський голодний марш» (англ. Ford Hunger March). Мьорфі дозволив демонстрацію, а також наказав поліції супроводжувати парад. На території Детройта марш пройшов мирно, однак, коли вони досягли воріт заводу Форда, в них почала стріляти поліція Дірборна, внаслідок чого четверо осіб загинули та дев’ятнадцять осіб були поранені. Усі наступні мітинги протесту проходили в Детройті під транспарантами з написом «Розгромити поліцейський терор Форда-Мьорфі». Однак, жодне подальше розслідування (включаючи розслідування Американської спілки захисту громадянських свобод) не виявило участі поліції Детройта в стрілянині, хоча деякі поліцейські Детройта, діючи без наказу комісара поліції, очевидно, підійшли до воріт заводу Форда після стрілянини.
Крім того, на посаді мера Детройта Мьорфі відзначився тим, що поклав початок Конференції мерів США. В 1932 році він запросив мерів США до Детройту, щоб обговорити проблеми, з якими стикаються мери під час Великої депресії. На його запрошення відгукнулись 29 мерів: вони зібрались та звернулись до Конгресу та Білого дому із закликом надати допомогу. Ця перша зустріч стала поштовхом для формального створення Конференції мерів США. Першим президентом Конференції став Мьорфі.
Опитування 1993 року серед істориків, політологів і урбаністів, проведене Мелвіном Г. Холлі з Університету Іллінойсу в Чикаго, показало, що Мьорфі став сьомим найкращим мером, серед мерів великих міст США, що обіймали посаду між 1820 і 1993 роками.

## Діяльність на посаді Генерал-губернатора та Верховного комісара Філіппін
Генерал-губернатор Філіппін мав найвищу виконавчу владу: він призначав членів свого уряду, нижчих за рангом службовців, а також членів законодавчої влади, які представляли деякі етнічні групи, що проживали на Філіппінах. Він також мав право вето на певні положення законопроекту про державні асигнування. Крім того, законопроекти, що стосувались міграційних питань, державної землі, чеканки монет, валюти, митних тарифів вимагали схвалення генерал-губернатора. На посаді генерал-губернатора Мьорфі координував процес переговорів щодо умов надання Філіппінам незалежності, прийняття філіппінської конституції та проведення виборів президента Філіппін після встановлення статусу співдружності. Мьорфі встановив конструктивні відносини з президентом Сенату Філіппін та лідером філіппінських націоналістів Мануелем Кесоном, який вів переговори з США від імені Філіппін.
Одним із викликів, з якими стикався Мьорфі на Філіппінах, була діяльність руху «Сакдал», члени якого виступали за негайне надання незалежності Філіппінам. Зібрання сакдалістів 29 жовтня 1933 року в Манілі призвело до створення партії «Сакдал», яка брала участь як в загальнодержавних, так і місцевих виборах. Радикальне крило партії готувало повстання, метою якого було запобігти прийняттю нової конституції, зірвати встановлення статусу співдружності та схилити США до зміни позиції щодо незалежності Філіппін. 2 травня 1935 року радикальні сакдалісти підняли збройне повстання. Від 5 до 7 тисяч озброєних людей спробували захопити муніципальні або урядові будівлі в 14-ти містах на північ та південний захід від Маніли. Однак, вже 3 травня місцевій поліції вдалося подавити повстання. Мьорфі та Кесон в той час перебували в США. Після повстання Мьорфі наказав американським службовцям на Філіппінах провести розслідування. В поспішно підготовленій доповіді вказувалось, що не існувало значного невдоволення урядом та політичними лідерами, а місцева поліція діяла ефективно, хоча, й визнавалось, що в місті Кабуяо було багато жертв серед повстанців. За результатами розслідування Мьорфі наказав надавати пріоритет навчанню місцевої поліції тому, як контролювати заворушення.
Мьорфі робив суперечливі заяви щодо перших президентських виборів на Філіппінах після створення співдружності. З одного боку, він казав, що філіппінський народ вчинить мудро, якщо вибере Кесона, а з іншого боку заявляв під час президентської кампанії від дотримуватиметься суворого нейтралітету. Найсильніший суперник Кесона, Еміліо Агінальдо, перший президент Першої Філіппінської республіки, скаржився, що Мьорфі був несправедливим та упередженим. Національна соціалістична партія Агінальдо скаржилась, що державних службовців примушують брати участь у кампанії на боці Націоналістичної партії, лідером якої був Кесон, а місцева поліція встановила спостереження за штабом Агінальдо. У відповідь на ці звинувачення Мьорфі наполягав на суворому дотриманні наказів та законодавства, якими державним службовцям заборонялось брати участь в політичній діяльності, та наказав поліції не вдаватись до тактики переслідування. Файн вважає, що, хоча Мьорфі був щирим у своїй позиції дотримуватись нейтралітету, є малоймовірним, що його накази щодо поводження під час президентської кампанії суворо дотримувались. На виборах переміг Кесон, та став першим президентом Філіппін, коли вони перебували в статусі співдружності. 
В економічній сфері Мьорфі відзначився тим, що привів до ладу державні фінанси: досяг більш збалансованих центрального та місцевого бюджетів, а також бюджетів більшості державних компаній. Якщо в 1932 році в сукупному бюджеті провінцій був дефіцит в 1,6 мільйонів песо, то на кінець 1934 році – в ньому був профіцит 856 979 песо. Коли був сформований уряд співдружності Філіппін в листопаді 1935 року, профіцит загального бюджету становив 14 мільйонів песо. Крім того, Мьорфі ініціював низку соціальних програм в дусі Нового курсу. Він збільшив фінансування програми пренатальних центрів, збільшивши кількість таких центрів на 146 в 1935 році та запровадив програму громадських оздоровчо-соціальних центрів, які обслуговували матерів та дітей, боролися проти туберкульозу та забезпечували «соціальну та економічну реабілітацію» (в 1935 році було 10 таких центрів, які діяли в Манілі, Ілойло, Себу та Замбоанзі). На додаток, уряд виділив фінансування на державних медсестер, які надавали медсестринські та соціальні послуги бідним в громадах із населенням менш ніж 10 000 людей. Мьорфі також намагався вирішити житлові проблеми, наполягаючи на необхідності будівництва дешевого та адекватного житла для жителів нетрів. Однак, як він і сам визнавав, ця ініціатива втонула в дискусіях, в той час як досягнення були скромними. Мьорфі створив комітет по безробіттю, який вивчав ситуацію з безробіттям і потреби безробітних, а також допомагав організаціям, які опікувались безробітними. Крім того, Мьорфі створив комітет по подоланню наслідків від тайфунів. Коли внаслідок тайфунів збільшилась ціна на рис, Мьорфі наказав безмитно імпортувати рис. Він також застосував законодавство, яке передбачало покарання за монополізацію та запасання рисом. Як зазначає Файн, хоча ці заходи і знизили ціну на рис, вони не вирішили проблему голоду, і в деяких частинах Філіппін банди голодних людей вдавались до насильства.

## Діяльність на посаді губернатора Мічигану
На посаді губернатора Мічигану Мьорфі відзначився, головним чином, тим, як він упорався із сидячим страйком на заводі General Motors у Флінті, який проводився Об’єднаною профспілкою автобудівників. Суть конфлікту полягала в тому, що профспілка вимагала від General Motors визнати її ексклюзивним представником інтересів працівників General Motors, при тому, що профспілка нараховувала порівняно незначну кількість членів (в Мічигані на 1935 рік були менш ніж 3600 членів). Менеджмент General Motors категорично відмовив у задоволенні цієї вимоги. Тоді представники профспілки захопили завод General Motors у Флінті. General Motors звернулась до суду та отримала судовий ордер на евакуацію страйкарів у 24-годинний строк. На Мьорфі здійснювався тиск виконати судовий наказ та забезпечити таку евакуацію, навіть, силовим шляхом. Він відмовлявся це робити, заявивши, що не хоче увійти в історію як «кривавий Мьорфі». Натомість, Мьорфі наполягав на переговорах між сторонами конфлікту. Врешті, йому вдалось зібрати сторони конфлікту та вмовити їх досягти перемир’я: General Motors погодилась не вести переговори щодо трудових умов з іншими профспілками впродовж 6-и місяців без санкції губернатора та неформально визнавала Об’єднану профспілку автобудівників представником на колективних переговорах для тих представників компанії, що були членами профспілки. Профспілка, своєю чергою, погодилась припинити сидячій страйк на заводі.
Поведінка Мьорфі в цьому конфлікті отримала різні оцінки. Його опоненти вказували на те, що він відмовився виконувати судовий наказ, а втілювати закон в життя було обов’язком губернатора. Інші хвалили Мьорфі за те, що не допустив силової розв’язки конфлікту. Так, чи інакше, але в Мічигані посилюються страйки проти великих компаній. В деяких випадках Мьорфі вдається улагодити конфлікти мирних шляхом, але страйки виходили з під контролю і Мьорфі вже наказував відтісняти страйкарів силовим шляхом. При цьому Мьорфі наполягав на вирішенні колективних спорів шляхом переговорів і сам був арбітром в деяких конфліктах, наприклад, в конфлікті між компанією Chrysler та Об’єднаною профспілкою автобудівників.
Мьорфі заснував комісію з охорони правопорядку, яка складалась з представників менеджменту компаній, трудових колективів та громадськості, яка рекомендувала коригувальні заходи та виступала медіатором в менших страйках. Однак, наприклад, представники Об’єднаної профспілки автобудівників, бойкотували цю комісію, оскільки вважали, що комісії були безрезультатними, а роботодавці реагували лише на силу. Крім того, Мьорфі наказав команді експертів підготувати проекти законів, які б регулювали трудові відносини, а також мінімальну заробітну плату. Однак, законопроект про трудові відносини не був підтриманий ані представниками профспілок, ані представниками бізнесу, а також голосування за законопроект в Сенаті Мічигану провалилось.
В інших сферах Мьорфі відзначився тим, що йому вдалось просунути законодавство про соціальне забезпечення та виплати на випадок безробіття. Він також збільшив фінансування на державні школи. Крім того, він запустив реформу державної служби, яка полягала в широкомасштабній переатестації всіх службовців в Мічигані.
Мьорфі не зміг переобратись на другий термін. Вудфорд вважає, що головною причиною цього була його поведінка під час колективних трудових спорів. Його відмова жорстко придушувати страйки зробила його героєм руху за трудові права, а також призвела до того, що його підтримала Комуністична партія США. Через це опоненти звинувачували Мьорфі у зв’язках із Комуністичною партією.

## Діяльність на посаді Генерального прокурора США
На посаді Генерального прокурора США Мьорфі продовжив працювати над ініціативами своїх попередників. Так, під його керівництвом Міністерство юстиції рекомендувало прийняти законодавство щодо організації та процедур федеральних судів. Він також продовжив організацію вивчення питання умовно-дострокового звільнення з метою запровадження реалістичних критеріїв умовно-дострокового звільнення. Крім того, він займався реформою адміністративного процесу, доручивши вивчення його проблем фахівцям, чиї висновки та рекомендації пізніше знайшли відображення в Законі про адміністративний процес. Мьорфі створив два нових підрозділи в складі кримінального відділу: один – підрозділ з громадянських свобод, інший – підрозділ з шахрайства в торгівлі. Мьорфі майже не втручався в роботу ФБР, Бюро тюрем, антимонопольного відділу, та офісу Генерального соліситора, вважаючи, що вони знаходяться в руках професіоналів.
Дослідники відзначають дві основні характеристики діяльності Мьорфі на посаді Генерального прокурора: піар та зміну менеджменту в Міністерстві юстиції. Щодо піару, Вудфорд вказує, що Мьорфі призначив свого приятеля з видання Detroit Times, Джозефа Малкахі, головою прес-офісу Міністерства юстиції, а це сприяло виникненню скептицизму щодо надмірної реклами діяльності Мьорфі. Баррет пише, що ім’я Мьорфі постійно з’являлось в заголовках статей, в яких розповідалось про його лідерство і успіхи в Міністерстві юстиції. Також він зазначає, що Мьорфі часто привласнював собі заслуги щодо порушених федеральних справ.
Мьорфі також взяв із собою свою політичну команду із Мічигану. Члени цієї команди замінили групу керівників, що складалась із висококваліфікованих юристів та інших професійних службовців, які були переведені на нижчі посади в Міністерстві. Свої керівні посади зберегли лише Генеральний соліситор Роберт Джексон, помічник генерального прокурора в антимонопольному відділі Турман Арнольд, Голова Бюро тюрем Джеймс Беннет та Голова ФБР Едгар Гувер. На думку Баррета, такі перестановки в менеджменті негативно відбились на моральному дусі в Міністерстві юстиції, а також на здатності Міністерства здійснювати правоохоронну діяльність на федеральному рівні.

## Діяльність на посаді судді Верховного суду США

### Позиція Мьорфі в ключових справах
На посаді судді Верховного суду Мьорфі написав 219 думок: 130 – від імені більшості суду, 20 окремих думок та 69 відмінних думок. Серед найважливіших думок, сформульованих Мьорфі, – думки в справах «Торнгіл проти Алабами» (англ. Thornhill v. Alabama) , «Андерсон проти Mt. Clemens Pottery Co» (англ. Anderson v. Mt. Clemens Pottery Co), «Коремацу проти США» (англ. Korematsu v. United States), «Вульф проти Колорадо» (англ. Wolf v. Colorado) та «Комісія з цінних паперів і бірж США проти W. J. Howey Co» (англ. SEC v.W.J.Howey Co). 

#### Справа «Торнгіл проти Алабами» (1940 р.)
В справі «Торнгіл проти Алабами» розглядалось питання конституційності положення закону Алабами, яке забороняло пікетування та тиняння біля приміщень підприємств, що займаються законним бізнесом. Верховний суд постановив, що таке положення було неконституційним. Мьорфі написав думку більшості. В цій думці Мьорфі вказав, що свобода слова та преси, які гарантовані Першою поправкою Конституції США, належать до основних особистих прав і свобод, які гарантуються Чотирнадцятою поправкою до Конституції США. Далі Мьорфі зазначив, що положення, про яке йде мова, слід розглядати формально, тобто приділяти увагу, насамперед, його формі. Такий підхід, на думку Мьорфі, виправдовувався тим, що й обвинувачення проти Торнгіла (який був засуджений за порушення заборони пікетування) були сформульовані в формально, в термінах розглядуваного положення, та не посилались на специфічні докази. Крім того, такий підхід, на думку Мьорфі, виправдовувався тим, що саме існування такого законодавчого положення становить небезпеку для свободи дискусії. Також Мьорфі додав: «В умовах нашого часу поширення інформації про факти трудового спору має розглядатися як сфера вільного обговорення, яка гарантується Конституцією». Думку Мьорфі в цій справі називають революційною, оскільки, раніше звичайною справою було те, що штати забороняли пікетування біля підприємств. Однак, як зазначають деякі коментатори, через надто вузькі формулювання, рішення в справі не давало відповіді на питання, чи взагалі може бути заборонено мирне пікетування за відсутності чіткої та нагальної загрози, або, чи можна обмежувати пікетування, якщо його цілі є незаконними в тому сенсі, що воно спричиняє втрати роботодавцю. За дослідженням, проведеним Косма, думка Мьорфі в справі «Торнгіл проти Алабами» є його найвпливовішою думкою.

#### Справа «Коремацу проти США» (1944 р.)
В справі «Коремацу проти США» розглядалось питання законності військового наказу, відповідно до якого із західного узбережжя США були депортовані всі особи японського походження та переміщенні до таборів для інтернованих. Коремацу відмовився залишати визначену в наказі територію та був засуджений. Верховний суд США постановив, що наказ був законним. Мьорфі був одним із суддів, хто не погодився із рішенням, та написав свою відмінну думку. Він зазначив, що депортація осіб японського походження із західного узбережжя США та заборона таким особам знаходитись на західному узбережжі переходить крайню межу конституційних повноважень та потрапляє до «потворної прірви расизму». Мьорфі вказав, що в умовах відсутності воєнного стану, необхідно обмежувати розсуд військових. Він написав: «Особи не повинні бути позбавлені своїх конституційних прав на підставі військової необхідності, яка не має ані підґрунтя, ані доказів». Далі він пояснив, що тестом на конституційність позбавлення особи її прав є те, чи обґрунтовано пов’язується таке позбавлення із суспільною небезпекою, що є настільки «безпосередньою, неминучою та загрозливою», що її усунення не терпить жодної затримки або не дозволяє дію звичайних конституційних процесів. На думку Мьорфі, наказ, яким була введена депортація усіх осіб японського походження, не пройшов тест на конституційність, оскільки не було обґрунтованого зв’язку між «безпосередньою, неминучою та загрозливою» суспільної небезпекою та расовим дискримінаційним обмеженням, передбаченим наказом.

#### Справа «Комісія з цінних паперів і бірж США проти W. J. Howey Co» (1944 р.)
В справі «Комісія з цінних паперів і бірж США проти W. J. Howey Co» головним правовим питанням було, чи є інвестиційним договором, в розумінні Закону про цінні папери 1933 року, пропозиція продажу землі разом із сервісним контрактом, який передбачав вирощування, продаж продукції з цієї землі та перерахування чистих доходів власнику. Верховний суд постановив, що така пропозиція разом із сервісним контрактом є інвестиційним договором. Мьорфі написав думку більшості, в який сформулював тест, як визначати, чи є певний інструмент інвестиційним договором. Мьорфі вказав, що тест полягає в тому, чи передбачає певна схема інвестування грошей в спільне підприємство з отриманням прибутку виключно завдяки зусиллям інших.

#### Справа «Андерсон проти Mt. Clemens Pottery Co» (1946 р.)
В справі «Андерсон проти Mt. Clemens Pottery Co» розглядалось питання, чи входить до оплачуваного робочого часу час, який працівники заводу витрачають на те, щоб, відмітивши на вході прибуття на роботу, дійти до безпосереднього місця роботи на підприємстві площею понад вісім акрів, та підготуватися до роботи (перевдягання в робочу форму та підготовка обладнання). Верховний суд постановив, що такий час має входити до оплачуваного робочого часу. Мьорфі написав думку більшості. Обґрунтовуючи чому час, необхідний працівнику, щоб дійти від входу на підприємство до безпосереднього місця роботи, має входити до оплачуваного робочого часу, Мьорфі пояснив: цей час повністю контролювався роботодавцем та залежав виключно від фізичних властивостей розташування на підприємстві, які теж контролюються роботодавцем. Мьорфі додав, що те, щоб працівник діставався до безпосереднього місця роботи, було необхідним роботодавцю для досягнення його виробничих цілей. Щодо часу, необхідного для підготовки до роботи, Мьорфі зазначив: ці підготовчі заходи здійснюються на користь роботодавця та передбачають певне фізичне навантаження, виконуються виключно на території роботодавця і є необхідною передумовою продуктивної роботи.
Рішення в цій справі могло спричинити радикальні зміни в практиці нарахування заробітної плати в американській промисловості. Оскільки, рішення могло застосовуватись ретроспективно, воно могло б призвести до потоку судових процесів. Рішення викликало таке обурення, що в 1947 році Конгрес фактично скасував його, прийнявши Закон про Чистий Робочий Час (англ. Portal to Portal Act of 1947).

#### Справа «Вульф проти Колорадо» (1949 р.)
В справі «Вульф проти Колорадо» розглядалось питання, чи порушує Чотирнадцяту поправку до Конституції США засудження судом штату в справі про порушення закону штату на підставі доказів, які б вважались неприпустимими, якби мова йшла про переслідування за федеральними законами, тому що отримання цих доказів порушувало Конституцію США (обшук та арешт без санкції суду). Верховний суд, більшістю у співвідношенні 6 до 3-х, постановив, що таке засудження не порушувало Чотирнадцяту поправку, посилаючись на концепцію «впорядкованої свободи», а також на те, що заборона на необґрунтовані обшуки та арешти не розповсюджується на логічно значимі докази, отримані внаслідок таких обшуків. Мьорфі не погодився із рішенням більшості та написав відмінну думку. В цій думці він вказав на те, що існує тільки один засіб запобігти порушенню заборони на необґрунтовані обшуки – правило, що незаконно отримані докази є неприпустимими. Він додав, що тільки шляхом виключення таких доказів можливо переконати ревного прокурора, що порушення Конституції йому не принесе користі. На його думку, лише тоді, коли така позиція буде доведеної до прокурора, можна очікувати, що він наголошуватиме на важливості дотримання конституційних вимог у своїх вказівках поліції. Рішення в цій справі було скасовано рішенням в справі «Мапп проти Огайо» (англ. Mapp v. Ohio)  в 1961 році, і таким чином, можна вважати, що позиція Мьорфі стала законом.

### Погляди на підхід Мьорфі до права
Погляди на юридичну філософію Мьорфі різняться. Ті, хто дають схвальні відгуки роботі Мьорфі на посаді судді Верховного суду, відзначають те, що він широко тлумачив свободи, здобуті Американською революцією, та вузько тлумачив повноваження держави обмежувати ці свободи, якими б благими намірами не мотивувались такі обмеження. Крім того, Мьорфі запам’ятався своїм внеском в розвиток трудового права, а особливо, своїм тлумаченням права на користь працівників. При цьому визнається, що в трудових справах Мьорфі керувався скоріше своїми уявленнями про чесну гру, гідний рівень життя, утиски, справедливість і несправедливість, аніж правовими прецедентами.
Крім того, існувало скептичне ставлення до підходів Мьорфі серед його колег-суддів Верховного суду. Найяскравішим критиком Мьорфі був суддя Фелікс Франкфуртер, який критикував його рішення як такі, що базуються більше на пристрасті, ніж на правовому обґрунтуванні. Голова Верховного суду, Гарлан Ф. Стоун, вважав Мьорфі «слабкою ланкою» і через це не довіряв Мьорфі важливі справи. Щодо думок Мьорфі Стоун зазначив, що завданням Верховного суду було усувати сумніви, а не створювати їх.
В популярній пресі в Мьорфі також була репутація «надмірно суб’єктивного хрестоносця», який віддавав перевагу власному співчуттю перед правом. В юридичних школах існував погляд, що Мьорфі був юридично неграмотним, «робочим конем» для впровадження Нового курсу, який підходив до священних таємниць права із неповагою, що межувала з богохульством.
Mьорфі також критикували за те, що він нібито надмірно покладався на роботу своїх помічників. Однак, як зазначає Вудфорд, зростаюче навантаження на суд вимагало делегування, але не існує жодних доказів, що те, Мьорфі не контролював те, що писали його помічники. Навпаки, зазначає Вудфорд, тексти думок Мьорфі написані в єдиному стилі, а деякі помічники навіть протестували проти того, що було написано в цих текстах.

## Особисте життя
Мьорфі ніколи не був одружений та в нього не було дітей, хоча перед смертю він був заручений із Джоан Каддіхі. Авторки Деб Прайс та Джойс Мьордок в своїй книзі «Залицяння до правосуддя: Геї та лесбійки проти Верховного Суду» (англ. Courting Justice Gay: Men And Lesbians V. The Supreme Court) висувають версію, що Мьорфі був гомосексуалом та припускають, що в нього були стосунки з його давнім другом, партнером по юридичній практиці, а пізніше і колегою по державній службі Едвардом Кемпом.

## Вшанування пам'яті
В рідному місті Мьорфі, Гарбор-Біч, існує присвячений Мьорфі музей – Меморіальний музей Френка Мьорфі (англ. Frank Murphy Memorial Museum).
На честь Френка Мьорфі названа одна з детройтських будівель, в яких розташовується Третій судовий округ штату Мічиган, — Зал правосуддя Френка Мьорфі (англ. Frank Murphy Hall of Justice). У 1970 році Об'єднана профспілка автобудівників встановила пам’ятник «Рука Бога» скульптора шведського походження Карла Міллеса біля цієї будівлі на честь Френка Мьорфі.
В Школі права Мічиганського університету існує конференц-зал (семінарська кімната), названий в честь Мьорфі (англ. Justice Frank Murphy Seminar Room).
В Детройтському університеті Мерсі існує почесне товариство, назване на честь Мьорфі, — Почесне товариство Френка Мьорфі (англ. Frank Murphy Honor Society).